# Ashok Kumar Garg
Ashok Kumar Garg (ur. 7 lipca 1969) – indyjski zapaśnik walczący w stylu wolnym. Olimpijczyk z Barcelony 1992, gdzie zajął jedenaste miejsce w kategorii 57 kg. Siódmy na mistrzostwach świata w 1991. Srebrny medalista mistrzostw Azji w 1987 a czwarty w 1989, 1991 i 1992. Mistrz Igrzysk Azji Południowej w 1989 i 1993. Srebrny medal na igrzyskach wspólnoty narodów w 1994. Mistrz Wspólnoty Narodów w 1993 i 1995, a drugi w 1991 roku.
- Turniej w Barcelonie 1992

Przegrał z Owejsem Mallahim z Iranu i Remzi Musaoğlu z Turcji
W roku 1993 został laureatem nagrody Arjuna Award.